# الرابطة البرلمانية 1956–57
الرابطة البرلمانية 1956–57 (بالإنجليزية: 1956–57 Isthmian League)‏ هو موسم من دوري إسثميان. فاز فيه ويكمب وندررز.